# Новопетриковка (Донецкая область)
Новопетрико́вка (укр. Новопетриківка) — село на Украине, находится в Великоновосёлковском районе Донецкой области.
Код КОАТУУ — 1421283601. Население по переписи 2001 года составляет 2 087 человек. Почтовый индекс — 85570. Телефонный код — 6243.

## Адрес местного совета
85570, Донецкая область Великоновосёлковский район с. Новопетриковка, ул. Советська, 8, 94-6-47